# Klay Thompson
Klay Alexander Thompson (Los Angeles, 8 de febrer de 1990) i germà del jugador de bàsquet Mychel Thompson i del jugador de beisbol de Los Angeles Dodgers Trayce Thompson. És un jugador de bàsquet professional estatunidenc per als Dallas Mavericks de la National Basketball Association (NBA); equip en la Divisió Sud-oest de la Conferència Oest. És considerat com un dels millors tiradors de la història de l'NBA. Klay Thompson és cinc vegades NBA All-Star All-Star Weekend de l'NBA, un doble equip All-NBA Third Team, i quatre vegades campió de l'NBA.
Thompson és fill de l'exjugador de l'NBA, Mychal Thompson (Campió de l'NBA en dues ocasions amb Los Angeles Lakers). Va jugar a bàsquet durant tres temporades amb els Washington State Cougars, on va ser la selecció de dues conferències del primer equip del Pac-10. Va ser seleccionat en la primera ronda del Draft de l'NBA del 2011 per part de Golden State amb l'11a elecció general.
Thompson va néixer a Los Angeles. La seva mare va ser una jugadora de voleibol a la universitat, i el seu pare va ser la primera selecció general del Draft de l'NBA del 1978. Quan Thompson tenia dos anys, ell i la seva família es van traslladar a Lake Oswego, Oregon, on era amic de la infància i companys de la Little League amb el seu futur company de l'NBA, Kevin Love. Als 14 anys, els Thompson es van traslladar a Ladera Ranch, Califòrnia, on es va graduar al col·legi catòlic Santa Margarita a Rancho Santa Margarita el 2008. En la seva temporada juvenil va ser nomenat per al segon equip de la Zona i al tercer equip del comtat d'Orange. Com a sènior, Thompson va assolir una mitjana de 21 punts per partit i va portar a SMCHS a un rècord de 30-5 i una aparença en el campionat estatal de la Divisió III. Durant el campionat estatal, Thompson va establir un rècord de finals estatals amb set triples en un partit. Va ser nomenat jugador de la Divisió III de l'Estat, Lliga MVP, millor equip a l'Oest i primer equip dels EUA Sports All American.

## Carrera professional
El 2014, Thompson i el seu company d'equip, Stephen Curry, van establir un rècord després de l'NBA amb 484 combinacions de tres punters en una temporada, obtenint el matrimoni el sobrenom de Splash Brothers. El 2015, Thompson va ajudar a dirigir els Warriors al seu primer campionat de l'NBA des de 1975, i va ser un dels principals contribuents en els títols de Warriors de 2017 i 2018. Amb la mateixa franquícia, el 2022 va alçar-se amb el seu quart anell de campió de l'NBA després de superar als Boston Celtics.

## Carrera universitària

### Primera temporada
Thompson va començar els 33 partits com a estudiant de primer any a la Universitat de Washington, liderant el seu equip en un percentatge d'objectius de camp de 3 punts i un percentatge de tir lliure, i una mitjana de 12,5 punts per partit. Va ser nomenat per al Pac-10 All-Freshman Team i el Col·legi All-Freshman de la menció d'honor de Collegehoops.net.

### Segona temporada
Thompson va començar la seva segona temporada dirigint els Cougars al Great Alaska Shootout Championship, sent nomenat el jugador més destacat després d'haver guanyat un rècord de torneig de 43 punts en el seu campionat. Aquest també va ser el tercer punt més elevat en la història del joc de la WSU. Després de convertir-se en el tercer Cougar més ràpid per arribar als 1.000 punts, Thompson va ser nomenat per al primer equip All-Pac-10. Va guanyar honors al Pac-10 Player of the Week dues vegades durant la temporada i va ser elegit com a candidat a la mitja temporada per al John R. Wooden Award. Thompson va acabar la temporada amb una mitjana 19,6 punts, bo per a la segona de la conferència.

## Temporada júnior
Thompson va liderar el Pac-10 en puntuació com a menor, guanyant novament els honors del primer equip de l'All-Pac-10. Es va convertir en el tercer Cougar a guanyar dos primers honors del primer equip de l'Associació Nacional d'Entrenadors de Bàsquet durant la seva carrera. A més, es va convertir en el primer Cougar a ser nomenat Pac-10 Player of the Week tres vegades quan va guanyar el premi per a la setmana del 22 al 28 de novembre, estenent el rècord a quatre després de la setmana del 6 de desembre. 12. Poc després, Thompson va ser nomenat un dels 30 candidats a la mitja temporada per al John R. Wooden Award. En el torneig Pac-10 de 2011, va establir els rècords del torneig amb 43 punts i 8 triples. Thompson va acabar la temporada marcant el rècord de la temporada única de WSU amb 733 punts. És el tercer màxim anotador històric de la WSU.